# Хьохенкірхен-Зігертсбрунн
Хьохенкірхен-Зігертсбрунн (нім. Höhenkirchen-Siegertsbrunn) — громада в Німеччині, розташована в землі Баварія. Підпорядковується адміністративному округу Верхня Баварія. Входить до складу району Мюнхен.
Площа — 15,19 км2. Населення становить 11 004 ос. (станом на 31 грудня 2020).